# حياة باي (فلم)
حياة باي (بالإنجليزية: Life of Pi) هو فيلم أمريكي درامي محرك حاسوبياً ثلاثي الأبعاد مستوحاة عن رواية لنفس الاسم للكاتب يان مارتل. والفيلم من إخراج آنج لي ومن بطولة كل من سراج شارما، عرفان خان، تابو، عادل حسين، رافي سبال، جيرارد ديبارديو. وكتب السيناريو ديفيد ماجي.
وتدور أحداث الفيلم حول فتى هندي في السادسة عشر من عمره يُدعي بيسين موليتور باتيل أو باي، كان مسافراً مع أهله فتتحطم السفينة في عرض المحيط الهادي ويكون هو الناجي الوحيد مع النمر البنغالي المسمى ريتشارد باركر.
كان العرض الأول للفيلم في كل من مسرح والتر ريد وقاعة آليس تالي في نيويورك بتاريخ 28 سبتمبر 2012.
وبعد إصدار الفيلم لقي نجاحاً نقدياً وتجارياً، ووصلت إيراداته لأكثر من 600 مليون دولار في جميع أنحاء العالم. وفي مهرجان توزيع جوائز الأوسكار الخامس والثمانين حاز على 11 ترشيح للجائزة، ويعد الفيلم ثاني أكثر فيلم حصل على الترشيحات في ذلك المهرجان بعد فيلم لينكون والذي حصل بدوره على 12 ترشيح، وقد فاز الفيلم بأربع جوائز أوسكار. ورُشح كذلك لثلاث جوائز غولدن غلوب إلا أنه فاز بواحدة منها وهي جائزة أفضل موسيقى تصويرية.

## القصة
بعد أن استعادت الحكومة الهندية أرضاً مؤجرة من قبل عائلة كانت قد أقامت عليها حديقة للحيوان، يضطر ربُّ الأسرة إلى اتخاذ قراره بالسفر إلى كندا مع جميع أفراد عائلته لغرض بيع الحيوانات مقابل مبلغ من المال يكفيهم للبدء بحياة جديدة هناك، وغرقت السفينة في عرض البحر بما فيها من طاقم وركّأب وحيوانات باستثناء ناجٍ واحد هو باي الابن الأصغر للعائلة مع مجموعة صغيرة من الحيوانات مؤلفة من نمر وحمار وحشي وضبع وقرد.
بعد أكثر من عشرين عامًا على حادثة الغرق، يأتي كآتب روايات كندي ليزور باي في بيته بكندا التي استقر فيها، لأجل أن يسمع منه تفاصيل ماجرى. جاء إليه بعد أن سمع بقصته قبل عدة أعوام عندما ذهب في رحلة إلى الهند ليؤلف كتابا ًوهناك التقى عن طريق الصدفة في مقهى مع مدرب باي للسباحة ماما جي أيام كان طفلا صغيراً، كان هذا المدرب مغرما بأحواض السباحة ولايمكنه مقاومة أي حوض يراه إلاّ ويسبح فيه، لكن حوضا للسباحة في باريس بقي عالقا بذاكرته واعتبره أجمل حوض رأه في حياته وكان اسمه بيسين موليتور، ولشدة اعجابه به أوصى صديقه والد باي أن يسمّي اسم طفله القادم على اسم الحوض، فسمي بيسين موليتير تيمنا ً بذاك الحوض إلاّ أن خطأ في لفظ الحرف الأخير من قبل أصدقائه في المدرسة حوّل اسمه إلى بيسينج بدلاً من بيسين ليتحول بذلك معنى الاسم من حوض جميل للسباحة إلى قضاء الحاجة.
ولم يعد يجدي نفعا كل المحاولات التي كان يبذلها لتصحيح اللفظ، حتى عندما استعدَّ في فترة العطلة الصيفية بشكل جيد فجمع معلومات جمّة عن معنى ودلالات اسمه، توزعت مصادرها مابين الجغرافية والتاريخ الاغريقي إلى علم الرياضيات. ولمّا ابتدأ العام الدراسي استعرض أمام طلاب المدرسة الذين كانوا يتجمعون في قاعة الدرس مع المدرسين لمراقبته وهو يكتب المعلومات الغزيرة على السبورة بعد أن كان قد حفظها عن ظهر قلب. ولم تجد نفعا كل محاولاته تلك لتصحيح الخطأ كما لم تفلح أيضا سخرية الطلاب في ثنيه عمّا كان يبحث عنه من التصالح والتسامح بين الأديان داخل ذاته القلقة رغم صغر سِنِّه. إذ كانت موضوعة الآلة المعبود من البشر بتسمياته المختلفة وفقا ًللأديان التي يمثلها هي التي قد استولت على تفكيره وأمست مصدر اهتمامه الوحيد.
يعيش باي رحلة قاسية وموحشة بعد تحطم السفينة ونجاته منها لم تكن تخطر على باله يتداخل فيها الحلم مع الواقع، فكانت اختباراً لكل ماكان يبحث عنه وامتحانا ً صعبا ً لأرادته وشجاعته وضعفه وإنسانيته وهو يواجه أخطاراً شتى في عرض بحر هائج وحوله عدد من الحيوانات المتوحشة التي تبدأ صراعا ًعنيفا مع بعضها من أجل البقاء حتى يتمكن النّمر من افتراسهم جميعا ليبقى بمواجهة مع باي.
في هذه المرحلة من الصراع وسط البحر يبدأ باي بتسجيل مذكراته عن المشاق التي بدأ يواجهها دفاعاً عن وجوده وحياته وعن حقيقة الإله الذي لم ينسه في خضم هذه المحنة، بل بقي يبحث عنه، وفي لحظة عاصفة يجد نفسه يخاطب السماء أيها الإله أنا أهبك نفسي، أنا خادمك، أيّا ً كان ما سيأتي، أريد أن أعرف.
كانت هذه الجملة اختصارا لمحتوى الشخصية الرئيسية التي كانت تبحث عن المعرفة وسط ثقافة دينية متنوعة ومختلفة تتعدد فيها تسمية الإله الذي يعبده البشر وصولاً إلى الطمأنينة والسعادة.
ثم يصل باي إلى غابة خضراء لا يتواجد عليها بشر، فقط أشجار وأعشاب وبرك مياه عذبة وأعداد هائلة جدا من حيوان صغير أليف يسمى بالسرقاط، ويكتشف باي بعد ذلك أن أشجارالجزيرة ليست سوى أكلة ٍللحوم البشر، وأن كل ما هو موجود على الجزيرة خلال النهار من مياه عذبة يتحول في الليل بفعل مادة كيميائية مجهولة إلى حوامض تحلل الأسماك، كما أن صوت حيوانات السرقاط المخيف يدفع النمر إلى أن يجري هاربا نحو القارب ليبيت فيه طيلة الليل مقابل الجزيرة. وعندما أراد باي أن يأكل ثمرة إحدى الأشجار اكتشف سناً ً بشريا ً داخلها ولم يكن سوى سن إنسان مسكين تائه مثله، وجد نفسه على الجزيرة في يوم ما فأعتقد متوهما ًبأنه سيبقى حيا ًإلى الأبد في هذا المكان، لكن ماأعطته أياه الجزيرة في الصباح أخذته ليلا.
ويواصل باي حديثه للكاتب الكندي فيقول لم احتمل أن أموت رغم الوحدة التي سأقاسيها، لذا كان علي أن أعود إلى العالم أو الموت مُحاولاً. ليكتشف بعد تجربة السِّن الذي عثرَ عليه، أنَّ الإله حتى بعدما تخلى عنهُ كان يراقبه ويدعمه، وعندما كان قد فقد الأمل بالنجاة أعطاه الدعم وأعطاه إشارة لكي يتابع رحلته.
ثم يصل باي بقاربه إلى الساحل المكسيكي خائرالقوى، وينزل النمر بهدوء على رمل الساحل متجاوزاً باي المطروح على الساحل، متجهاً نحو الغابة دون أن يلتفت إليه، ويختفي إلى الأبد، ولم يتسنى لباي توديعه هو الآخر كما حصل مع بقية أفراد عائلته.
وبعد نجاة باي يزوره في المستشفى وفد مؤلف من شخصين يمثل الشركة اليابانية المالكة للسفينة التي غرقت لمعرفة ماجرى. وبعد أن يستمعوا لتفاصيل القصة التي يرويها لهم باي بكل تفاصيلها التي حدثت لم يصدقا ما سمعاه، واعتبروا كلامه خاليا من المنطق ويحتاجان إلى قصة أبسط، لذا طلبوا منه أن يحكي لهم قصة أخرى أكثر قبولا ومعقولية لدى المسؤولين في الشركة عندما يرفعا التقرير إليهم، ومابين دهشته من هذا الكلام وحزنه العميق على عائلته التي فقدها، لم يجد بدا ًمن تأليف حكاية أخرى لاتقل غرابة عن الأولى تتوفر فيها تفاصيل مؤلمة تحكي عن وحشية البشر وقسوتهم ومايمتلكونه في داخلهم من عنف ورغبة في القتل عندما يوضعون في ظرف ما، فبدت هذه القصة معقولة ومقبولة لدى وفد الشركة. وبعد أن ينتهي باي من سرد حكايته للكاتب الكندي يلتفت إليه ليقول له أخبرتك قصتين، فمالقصة التي تفضلها أنت؟. فيجيب الكاتب بعد أن يذرف دمعة على خدِّه. إنها القصة الأولى.

## قائمة الممثلين
- بيسين موليتور باتيل (باي):
  - غوتام بلور بدور باي في عمر 6 سنوات.
  - عيوش تاندون بدور باي في عمر 13 سنة.
  - سوراج شارما بدور باي في عمر 16 سنة.
  - عرفان خان بدور باي البالغ.
- تابو بدور والدة باي.
- عادل حسين بدور والد باي.
- رافي باتيل شقيق باي الكبير:
  - أيان خان بدور رافي في عمر 7 سنوات.
  - محمد عباس خليلي بدور رافي في عمر 15.
  - ڤايبش سيفاكومار بدور رافي في عمر 18.
- رافي سبال بدور الكاتب.
- جيرارد ديبارديو بدور الطباخ.
- بو تشيه وانغ بدور البحار.

== اكوم

## التوزيع

### الإصدار المنزلي
أصدرت النسخة الثلاثية الأبعاد على أقراص دي في دي وقرص بلو راي في 12 مارس 2013 في أميريكا الشمالية.

## الإصدار

### الجوائز
حاز على 11 ترشيح لجوائز الأوسكار، ويعد الفيلم ثاني أكثر فيلم حصل على الترشيحات في ذلك المهرجان بعد فيلم لينكون والذي حصل بدوره على 12 ترشيح، وقد فاز الفيلم بأربع جوائز أوسكار وهي جائزة الأوسكار لأفضل مخرج وجائزة الأوسكار لأفضل موسيقى تصويرية وجائزة أفضل تصوير وجائزة الأوسكار لأفضل تأثيرات بصرية. ورُشح كذلك لثلاث جوائز غولدن غلوب إلا أنه فاز بواحدة منها وهي جائزة أفضل موسيقى تصويرية. ورشح الفيلم بـ71 جائزة أخرى وفاز بـ41 جائزة منها.
| الجائزة                                                          | الفئة                                              | المستلم | النتيجة     |
| ---------------------------------------------------------------- | -------------------------------------------------- | --- | ----------- |
| مهرجان توزيع جوائز الأوسكار الخامس والثمانين                     | جائزة الأوسكار لأفضل فيلم                          | آنج لي، جيل تينتر، ديفيد وومارك | رُشِّح         |
| مهرجان توزيع جوائز الأوسكار الخامس والثمانين                     | جائزة الأوسكار لأفضل مخرج                          | آنج لي | فوز         |
| مهرجان توزيع جوائز الأوسكار الخامس والثمانين                     | جائزة الأوسكار لأفضل كتابة (سيناريو مقتبس)         | ديفيد ماجي | رُشِّح         |
| مهرجان توزيع جوائز الأوسكار الخامس والثمانين                     | جائزة أفضل تصوير                                   | كلاوديو ميراندا | فوز         |
| مهرجان توزيع جوائز الأوسكار الخامس والثمانين                     | جائزة أفضل مونتاج                                  | ديفيد غروبمان (إنتاج)، آنا بيروك (الديكور) | رُشِّح         |
| مهرجان توزيع جوائز الأوسكار الخامس والثمانين                     | جائزة الأوسكار لأفضل تحرير فيلم                    | تيم سكوايرز | رُشِّح         |
| مهرجان توزيع جوائز الأوسكار الخامس والثمانين                     | جائزة أفضل مونتاج صوت                              | يوجين غيرتي، فيليب ستوكتون | رُشِّح         |
| مهرجان توزيع جوائز الأوسكار الخامس والثمانين                     | جائزة أفضل مكساج صوت                               | رون بارتليت، دي.إم. هيمفيل، درو كونين | رُشِّح         |
| مهرجان توزيع جوائز الأوسكار الخامس والثمانين                     | جائزة الأوسكار لأفضل تأثيرات بصرية                 | بيل ويستنهوفر، غيوم روتشيروم، إريك يان دي بوير، ودونالد آر. إليوت                                                                                | فوز         |
| مهرجان توزيع جوائز الأوسكار الخامس والثمانين                     | جائزة الأوسكار لأفضل موسيقى تصويرية                | مايكل دانا | فوز         |
| مهرجان توزيع جوائز الأوسكار الخامس والثمانين                     | جائزة أفضل أغنية                                   | مايكل دانا، بومبي جاياشيري | رُشِّح         |
| جوائز آني                                                        | جائزة آني للصورة المتحركة الحقيقية                 | إنسان الغاب - إريك يان دي بوير، أماندا داغوي، مات براون، ماري لين ماتشادو، هارون غراي                                                            | رُشِّح         |
| جوائز آني                                                        | جائزة آني للصورة المتحركة الحقيقية                 | النمر البنغالي - إريك يان دي بوير، ومات شوموي، براين ويلز، فيناياك باوار، مايكل هولزي                                                            | فوز         |
| جوائز الأكادمية الأسترالية للفنون السينمائية والتلفازية العالمية | أفضل فيلم                                          | آنج لي، جيل نيتر، ديفيد وومارك | رُشِّح         |
| جوائز الأكادمية الأسترالية للفنون السينمائية والتلفازية العالمية | أفضل إخراج                                         | آنج لي | رُشِّح         |
| جائزة محرري السينما الأمريكية                                    | أفضل فيلم محرر                                     | تيم سكوايرز | رُشِّح         |
| نقابة فنون المحررين                                              | جائزة التميز في تصميم وإنتاج فيلم روائي طويل       | ديفيد غروبمان | فوز         |
| معهد الأفلام الأمريكية                                           | فيلم العام                                         | آنج لي، ديفيد وومارك، جيل نيتر | فوز         |
| الجمعية الأمريكية لجوائز السينمائيين                             | الإنجاز المتميز في السينما                         | كلاوديو ميراندا | رُشِّح         |
| تحالف النساء الصحفيات                                            | أفضل تصوير سينماشي                                 | كلاوديو ميراندا | فوز         |
| جوائز الأكاديمية البريطانية السينمائي                            | أفضل فيلم                                          | آنج لي، جيل نيتر، ديفيد وومارك | رُشِّح         |
| جوائز الأكاديمية البريطانية السينمائي                            | أفضل إخراج                                         | آنج لي | رُشِّح         |
| جوائز الأكاديمية البريطانية السينمائي                            | أفضل سيناريو مقتبس                                 | ديفيد ماجي | رُشِّح         |
| جوائز الأكاديمية البريطانية السينمائي                            | أفضل تصوير سنمائي                                  | كلاوديو ميراندا | فوز         |
| جوائز الأكاديمية البريطانية السينمائي                            | أفضل تصميم الإنتاج                                 | ديفيد غروبمان، آنا بينكوك | رُشِّح         |
| جوائز الأكاديمية البريطانية السينمائي                            | أفضل تحرير                                         | تيم سكوايرز | رُشِّح         |
| جوائز الأكاديمية البريطانية السينمائي                            | أفضل صوت                                           | رون بارتليت، دي.إم. هيمفيل، درو كونين، يوجين غورتي، قيليب ستكتون                                                                                 | رُشِّح         |
| جوائز الأكاديمية البريطانية السينمائي                            | تأثيرات بصرية خاصة                                 | بيل ويستنهوفر، غولامو روتشيرو، إريك يان دي بوير، دونالد آر. إليوت                                                                                | فوز         |
| جوائز الأكاديمية البريطانية السينمائي                            | أفضل موسيقى                                        | مايكل دانا | رُشِّح         |
| جوائز نقاد الأفلام                                               | أفضل فيلم                                          | | رُشِّح         |
| جوائز نقاد الأفلام                                               | أقضل إنتاج                                         | آنج لي | رُشِّح         |
| جوائز نقاد الأفلام                                               | أفضل ممثل شاب                                      | سراج شارما | رُشِّح         |
| جوائز نقاد الأفلام                                               | أفضل سيناريو مقتبس                                 | ديفيد ماجي | رُشِّح         |
| جوائز نقاد الأفلام                                               | أفضل تصوير سنمائي                                  | كلاوديو ميراندا | فوز         |
| جوائز نقاد الأفلام                                               | أفض مونتاج                                         | ديفيد غروبمان (إنتاج)، آنا بيروك (الديكور) | رُشِّح         |
| جوائز نقاد الأفلام                                               | أفضل تحرير                                         | تيم سكوايرز | رُشِّح         |
| جوائز نقاد الأفلام                                               | أفضل تأثيرات بصرية                                 | | فوز         |
| جوائز نقاد الأفلام                                               | أفضل نتيجة                                         | مايكل دانا | رُشِّح         |
| جمعية نقاد السينما في شيكاغو                                     | أفضل تأثيرات بصرية                                 | كلاوديو ميراندا | رُشِّح         |
| جمعية نقاد السينما في أوهايو                                     | أفضل تأثيرات بصرية                                 | كلاوديو ميراندا | رُشِّح         |
| جائزة مديري النقابة الأمريكية                                    | جائزة الفيلم الروائي الطويل                        | آنج لي | رُشِّح         |
| جمعية نقاد دالاس فورت وورث السينمائية                            | أفضل 10 أفلام                                      | | فوز         |
| جمعية نقاد دالاس فورت وورث السينمائية                            | أفضل إنتاج                                         | آنج لي | رُشِّح         |
| جمعية نقاد دالاس فورت وورث السينمائية                            | أفضل تصوير سينمائي                                 | كلاوديو ميراندا | فوز         |
| جوائز الغولد غلوب                                                | أفضل فيلم دراما                                    | | رُشِّح         |
| جوائز الغولد غلوب                                                | أفضل إخراج                                         | آنج لي | رُشِّح         |
| جوائز الغولد غلوب                                                | أفضل نتيجة                                         | مايكل دانا | فوز         |
| جوائز غولدن ريل                                                  | جائزة المخرج                                       | آنج لي | فوز         |
| جوائز غولدن ريل                                                  | أفضل مونتاج صوت: في الموسيقى                       | محرر الموسيقيى: إيريك ستارتمان محرر الموسيقى الإضافي: ميتش بيدرمان                                                                               | فوز         |
| جوائز غولدن ريل                                                  | أفضل مونتاج صوت: في الحوار والـADR                 | مشرفي ومحرري الصوت: يوجين غيرتي، فيليب ستوكتون مشرف ومحرر ADR: كينتون ياكوب                                                                      | فوز         |
| جوائز غولدن ريل                                                  | أفضل مونتاج صوت: في التأثيرات الصوتية والفولي      | إشراف وتحرير الصوت: فيليب ستوكتون مصمم الصوت: يوجين غيرتي إشراف وتحرير الفولي: فرانك كيرن فنان الفولي: ماركو كوستانزو تحرير: كام تشان، جيمي بيكر | رُشِّح         |
| جمعية نقاد السينما في هيوستن                                     | أفضل تصوير سينمائي                                 | كلاوديو ميراندا | رُشِّح         |
| جمعية نقاد السينما في هيوستن                                     | أفضل نتيجة                                         | مايكل دانا | رُشِّح         |
| جمعية نقاد السينما في هيوستن                                     | أفضل الإنجازات التقنية                             | | رُشِّح         |
| جمعية نقاد السينما الموسيقية العالمية                            | أفضل نتيجة في السنة                                | مايكل دونا | فوز         |
| جمعية نقاد السينما الموسيقية العالمية                            | أفضل تأليف في السنة                                | مايكل دونا | رُشِّح         |
| جمعية نقاد السينما الموسيقية العالمية                            | أفضل نتيجة في فيلم درامي في السنة                  | مايكل دونا | رُشِّح         |
| جمعية نقاد السينما الموسيقية العالمية                            | أفضل تأليف موسيقي في السنة                         | مايل دانا وبومبي جاياشيري | رُشِّح         |
| جمعية الـ3D العالمية                                             | أفضل صورة 3D حقيقية                                | | فوز         |
| جمعية الـ3D العالمية                                             | تصوير جسم 3D الحي                                  | | فوز         |
| جمعية الـ3D العالمية                                             | أفضل تأثيرات 3D في السنة                           | "السمك أثناء تطايره فوق القارب" | فوز         |
| جمعية الـ3D العالمية                                             | جائزة هارولد لويد                                  | آنج لي | فوز         |
| الجوائز الإرلندية للأفلام والتلفزيون                             | جائزة الفيلم العالمي                               | | رُشِّح         |
| جوائز نقاد الأفلام في كينساس                                     | أفضل إخراج                                         | آنج لي | فوز         |
| جمعية نقاد الأفلام في لاس فيغاس                                  | أفضل فيلم                                          | | فوز         |
| جمعية نقاد الأفلام في لاس فيغاس                                  | أفضل إخراج                                         | آنج لي | فوز         |
| جمعية نقاد الأفلام في لاس فيغاس                                  | أفضل تصوير سينمائي                                 | كلاوديو ميراندا | فوز         |
| جمعية نقاد الأفلام في لاس فيغاس                                  | أفضل تأثيرات بصرية                                 | | فوز         |
| جمعية نقاد الأفلام في لاس فيغاس                                  | أفضل نتيجة                                         | مايكة دانا | فوز         |
| جمعية نقاد الأفلام في لاس فيغاس                                  | جائزة الممثل الشاب                                 | سراج شارما | فوز         |
| جمعية نقاد السينما في لندن                                       | أفضل إخراج في السنة                                | آنج لي | فوز         |
| جمعية نقاد السينما في لندن                                       | أفضل الإنجازات التقنية                             | بيل ويستنهوفر | فوز         |
| جمعية نقاد السينما في كارونيا الشمالية                           | أفضل إخراج                                         | آنج لي | فوز         |
| جوائز MTV للأفلام                                                | Breakthrough Performance                           | سراج شارما | في الانتظار |
| جوائز MTV للأفلام                                                | Best Scared-As-S**T Performance                    | سراج شارما | في الانتظار |
| جمعية نقاد السينما في شمال تكساس                                 | أفضل تصوير سنمائي                                  | كلاوديو ميراندا | فوز         |
| الدورة الثانية عشر لجوائز النقاد على الانترنت                    | أفضل 10 أفلام في عام 2012                          | | فوز         |
| الدورة الثانية عشر لجوائز النقاد على الانترنت                    | أفضل تصوير سنمائي                                  | كلاوديو ميراندا | فوز         |
| جمعية نقاد الأفلام على الشبكة                                    | أفضل تصوير سنمائي                                  | كلاوديو ميراندا | رُشِّح         |
| جوائز بالم سبرينغز السينمائية العالمية                           | جائزة فريدريك لوف                                  | مايكل دانا | فوز         |
| جمعية نقاد سينما العنقاء                                         | أفضل 10 أفلام                                      | | فوز         |
| جمعية نقاد سينما العنقاء                                         | أفضل إخراج                                         | آنج لي | رُشِّح         |
| جمعية نقاد سينما العنقاء                                         | أفضل فيلم عائلي                                    | | فوز         |
| جمعية نقاد سينما العنقاء                                         | أفضل نتيجة                                         | مايكل دانا | رُشِّح         |
| جمعية نقاد سينما العنقاء                                         | أفضل تصوير سنمائي                                  | كلاوديو ميراندا | فوز         |
| جمعية نقاد سينما العنقاء                                         | أفضل تحرير فيلم                                    | تيم سكوايرز | رُشِّح         |
| جمعية نقاد سينما العنقاء                                         | أفضل تأثيرات بصرية                                 | | فوز         |
| جمعية نقاد سينما العنقاء                                         | أفضل أداء                                          | سراج شارما | رُشِّح         |
| جائزة رابطة المنتجين الأمريكية                                   | Outstanding Producer of Theatrical Motion Pictures | آنج لي، جيل ناتير، ديفيد وومارك | رُشِّح         |
| الدورة السابعة عشر لجوائز ستالايت                                | أفضل فيلم                                          | | رُشِّح         |
| الدورة السابعة عشر لجوائز ستالايت                                | أفضل يناريو                                        | ديفيد ماجي | فوز         |
| الدورة السابعة عشر لجوائز ستالايت                                | أفضل تصوير سنمائي                                  | كلاوديو ميراندا | فوز         |
| الدورة السابعة عشر لجوائز ستالايت                                | أفضل تأثيرات صوت وتحرير                            | درو كونين، يوجين غيرتي، فيليب ستوكتون | رُشِّح         |
| الدورة السابعة عشر لجوائز ستالايت                                | أفضل تأثيرات بصرية                                 | بيل ويستنهوفر | رُشِّح         |
| الدورة التاسعة والثلاثون لجوائز زحل                              | أفضل فيلم خيالي                                    | | في الانتظار |
| الدورة التاسعة والثلاثون لجوائز زحل                              | أفضل إخراج                                         | آنج لي | في الانتظار |
| الدورة التاسعة والثلاثون لجوائز زحل                              | أفضل سيناريو                                       | ديفيد ماجي | في الانتظار |
| الدورة التاسعة والثلاثون لجوائز زحل                              | أفضل إنتاج فيلم                                    | ديفيد غروبمان | في الانتظار |
| الدورة التاسعة والثلاثون لجوائز زحل                              | أفضل تحرير                                         | تيم سكوايرز | في الانتظار |
| الدورة التاسعة والثلاثون لجوائز زحل                              | أفضل تأثيرات بصيرة                                 | بيل ويستنهوفر، غولامو روتشيرو، إريك يان دي بوير، دونالد آر. إليوت                                                                                | في الانتظار |
| الدورة التاسعة والثلاثون لجوائز زحل                              | أفضل موسيقى                                        | مايكل دانا | في الانتظار |
| الدورة التاسعة والثلاثون لجوائز زحل                              | أفضل ممثل شاب                                      | سراج شارما | في الانتظار |
| جمعية نقاد السينما في سان دييغو                                  | أفضل إخراج                                         | آنج لي | رُشِّح         |
| جمعية نقاد السينما في سان دييغو                                  | أفضل سيناريو مقتبس                                 | ديفيد ماجي | رُشِّح         |
| جمعية نقاد السينما في سان دييغو                                  | أفضل تصوير سنمائي                                  | كلاوديو ميراندا | فوز         |
| جمعية نقاد السينما في سان دييغو                                  | أفضل تحرير                                         | تيم سكوايرز | رُشِّح         |
| جمعية نقاد السينما في سان دييغو                                  | أفضل نتيجة                                         | مايكل دانا | رُشِّح         |
| جوائز رابطة السينما الجنوب شرقية                                 | أفضل 10 أفلام                                      | | فوز         |
| جوائز رابطة السينما الجنوب شرقية                                 | أفضل تصوير سنمائي                                  | كلاوديو ميراندا | فوز         |
| جمعية نقاد السينما في سان فرانسيسكو                              | أفضل تصوير سنمائي                                  | كلاوديو ميراندا | فوز         |
| جوائز نقاد سانت لويس                                             | أفضل فيلم                                          | | رُشِّح         |
| جوائز نقاد سانت لويس                                             | أفضل إخراج                                         | آنج لي | رُشِّح         |
| جوائز نقاد سانت لويس                                             | أفضل يناريو مقتبس                                  | ديفيد ماجي | رُشِّح         |
| جوائز نقاد سانت لويس                                             | أفضل تصوير سنمائي                                  | كلاوديو ميراندا | رُشِّح         |
| جوائز نقاد سانت لويس                                             | أفضل تأثيرات بصرية                                 | | فوز         |
| جائزةUSC Libraries Scripter Award                                | جائزة أفضل كاتب                                    | ديفيد ماجي | رُشِّح         |
| جوائز جمعية التأثيرات البصرية                                    | جائزة VES                                          | آنج لي | فوز         |
| جوائز جمعية التأثيرات البصرية                                    | جائزة التأثيرات البصرية                            | بيل ويستنهوفر، توماس فيشر، غولامي راتشيرون، سوسان ماكليود                                                                                        | فوز         |
| جوائز جمعية التأثيرات البصرية                                    | جائزة التأثيرات البصرية الرسومية                   | إريك يان دي بوير، سين كومر، بيتسي آشر هال، كيهو لان                                                                                              | فوز         |
| جوائز جمعية التأثيرات البصرية                                    | جائزة التأثيرات البصرية للبيئة الرسومية            | جيسون بايفر، هاسيغاوا شو، جويل جيمي، والت جونز                                                                                                   | رُشِّح         |
| جوائز جمعية التأثيرات البصرية                                    | جائزة التأثيرات البصرية في المحاكاة                | هاري موكهوبادهايا، ديفيد ستوبفورد، مارك وليامز، ديريك وولف                                                                                       | فوز         |
| جوائز جمعية التأثيرات البصرية                                    | جائزة التأثيرات البصرية في المحاكاة                | جيسون بايفر، ديفيد هورسلي، سكوت تاونسند، مايلز فيجنول                                                                                            | رُشِّح         |
| جوائز جمعية التأثيرات البصرية                                    | جائزة التأثيرات البصرية في الصور المتحركة          | ريان كلارك، خوسيه فرنانديز، أوهاراس شون، هاميش شوماخر                                                                                            | فوز         |
| جمعية نقاد السينما في واشنطن                                     | أفضل سيناريو مقتبس                                 | ديفيد ماجي | رُشِّح         |
| جمعية نقاد السينما في واشنطن                                     | أفضل تصوير سنمائي                                  | كلاوديو ميراندا | فوز         |
| جمعية نقاد السينما النسائية                                      | أفضل فيلم عائلي                                    | | فوز         |
| نقابة الكتّأب الأمريكية                                           | أفضل سيناريو مقتبس                                 | ديفيد ماجي | رُشِّح         |

## روابط خارجية
- مقالات تستعمل روابط فنية بلا صلة مع ويكي بيانات